# Ялгино
Ялгино — деревня в Тихвинском городском поселении Тихвинского района Ленинградской области.

## История
Деревня Ямина Гора, состоящая из 30 крестьянских дворов, упоминается на «Специальной карте западной части России» Ф. Ф. Шуберта 1844 года.

ЯЛГИНА ГОРА — деревня, Ялгинского общества, прихода Знаменской Градской церкви. Река Тихвинка.

Крестьянских дворов — 50. Строений — 75, в том числе жилых — 53.

Число жителей по семейным спискам 1879 г.: 105 м. п., 108 ж. п.; по приходским сведениям 1879 г.: 93 м. п., 95 ж. п.

В конце XIX — начале XX века деревня административно относилось к Костринской волости 3-го земского участка 1-го стана Тихвинского уезда Новгородской губернии.

ЯЛГИНА ГОРА — деревня Ялгинского общества, дворов — 54, жилых домов — 50, число жителей: 109 м. п., 127 ж. п. 

Занятия жителей — земледелие. Река Тихвинка. Часовня, хлебозапасный магазин. (1910 год)

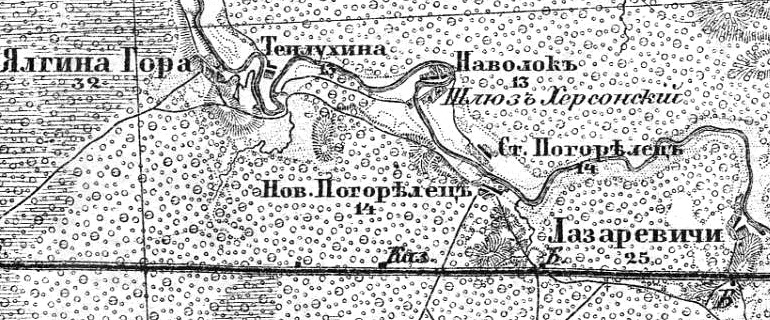
Деревня Ялгино на карте 1913 года

Согласно карте Петроградской и Новгородской губерний 1913 года деревня называлась Ялгина Гора и состояла из 32 дворов.
С 1917 по 1918 год деревня Ялгино входила в состав Костринской волости Тихвинского уезда Новгородской губернии.
С 1918 года в составе Ольховской волости Череповецкой губернии.
С 1924 года в составе Пригородной волости.
С 1927 года в составе Ялгинского сельсовета Тихвинского района.
В 1928 году население деревни Ялгино составляло 308 человек.

Деревня Ялгино на карте 1932 года

Согласно карте Ленинградской области Северо-западного аэрогеодезического треста ГГУ издания 1932 года деревня называлась Ялгина Гора и насчитывала 32 крестьянских двора. В деревне находилась фабрика и почтовое отделение.
По данным 1933 года деревня называлась Ялгина Гора и входила в состав Ялгинского сельсовета Тихвинского района с административным центром в выселке Заречье.
По данным 1936 года деревня называлась Ялгино и являлась административным центром Ялгинского сельсовета, в состав сельсовета входили 11 населённых пунктов, 256 хозяйств и 7 колхозов.
С 1954 года в составе Лазаревичского сельсовета.
В 1961 году население деревни Ялгино составляло 150 человек.
По данным 1966, 1973 и 1990 годов года деревня Ялгино также входила в состав Лазаревичского сельсовета.
В 1997 году в деревне Ялгино Лазаревичской волости проживал 51 человек, в 2002 году — 31 (все русские).
В 2007 году в деревне Ялгино Тихвинского ГП проживали 46 человек, в 2010 году — 22.

## География
Деревня расположена в юго-западной части района к югу от автодороги А114 (Вологда — Новая Ладога).
Расстояние до административного центра поселения — 13 км.
Расстояние до ближайшей железнодорожной платформы Костринский на линии Волховстрой I — Тихвин — 7 км.
Деревня находится на левом берегу реки Тихвинка.

## Демография
| 1879 | 1910 | 1928 | 1961 | 1997 | 2002 | 2007 |
| ---- | ---- | ---- | ---- | ---- | ---- | ---- |
| 213  | ↗236 | ↗308 | ↘150 | ↘51  | ↘31  | ↗46  |
| 2010 | 2017 |      |      |      |      |      |
| ↘22  | ↗47  |      |      |      |      |      |

### Национальный состав
Согласно данным Всероссийской переписи населения 2002 года в деревне проживал 31 человек, все русские.
Согласно данным Всероссийской переписи населения 2021 года в деревне проживали 64 человека, из них:
 русские — 63, украинцы — 1 человек.

## Улицы
Луговая, переулок Романиха, Ялгинская.